# Lintot
Lintot là một xã thuộc tỉnh Seine-Maritime trong vùng Normandie miền bắc nước Pháp.

## Huy hiệu
| Arms of Lintot | The arms of Lintot are blazoned: Argent, on a chevron azure between 2 leopards gules and an eagle azure, a martlet Or. |

## Dân số
| 1962                                 | 1968 | 1975 | 1982 | 1990 | 1999 | 2006 |
| ------------------------------------ | ---- | ---- | ---- | ---- | ---- | ---- |
| 272                                  | 288  | 390  | 442  | 451  | 413  | 472  |
| Từ năm 1962: Dân số không tính trùng |      |      |      |      |      |      |